# McMasterville
McMasterville ist eine Gemeinde im Südwesten der kanadischen Provinz Québec. Sie liegt in der Verwaltungsregion Montérégie, etwa 30 Kilometer östlich von Montreal. McMasterville gehört zur regionalen Grafschaftsgemeinde (municipalité régionale du comté) La Vallée-du-Richelieu, hat eine Fläche von 3,12 km² und zählt 5698 Einwohner (Stand: 2016).

## Geographie
McMasterville liegt in der Region Rive-Sud, am linken Ufer des Rivière Richelieu. Dieser Nebenfluss des Sankt-Lorenz-Stroms bildet zugleich die östliche Gemeindegrenze. Das Gelände ist aufgrund seiner Lage im Sankt-Lorenz-Tiefland weitgehend flach. Auf der gegenüberliegenden Seite des Flusses ragt der 414 Meter hohe Mont Saint-Hilaire empor. Er gehört zu den Montérégie-Hügeln und bildet eine weitherum sichtbare Landmarke. McMasterville ist mit Belœil, Mont-Saint-Hilaire und Otterburn Park zu einer Agglomeration mit über fünfzigtausend Einwohnern zusammengewachsen. Nachbargemeinden sind Belœil im Norden, Otterburn Park im Osten, Saint-Mathias-sur-Richelieu im Süden und Saint-Basile-le-Grand im Westen.

## Geschichte
Das heutige Gemeindegebiet gehörte ursprünglich zu Belœil. 1878 eröffnete die Hamilton Powder Company (die spätere Canadian Explosives Limited) eine Sprengstofffabrik. Darum herum entstand eine Siedlung für die Fabrikarbeiter. Der Ort ist nach William McMaster benannt, dem Vorsitzenden des Unternehmens und Gründer der McMaster University. 1917 wurde McMasterville von Belœil getrennt und zu einer eigenständigen Gemeinde erklärt.

## Bevölkerung
Gemäß der Volkszählung 2011 zählte McMasterville 5.615 Einwohner, was einer Bevölkerungsdichte von 1811,3 Einw./km² entspricht. 94,6 % der Bevölkerung gaben Französisch als Hauptsprache an, der Anteil des Englischen betrug 2,5 %. Als zweisprachig (Französisch und Englisch) bezeichneten sich 0,8 %, auf andere Sprachen und Mehrfachantworten entfielen 2,1 %. Ausschließlich Französisch sprachen 56,5 %. Im Jahr 2001 waren 86,6 % der Bevölkerung römisch-katholisch, 5,5 % protestantisch und 6,8 % konfessionslos.

## Verkehr
McMasterville liegt an der Route 116 zwischen Montreal und Lévis, einer der wichtigsten überregionalen Hauptstraßen der Provinz. Die Autoroute 20 verläuft rund fünf Kilometer nördlich. Am Bahnhof halten exo-Vorortszüge nach Montreal und Mont-Saint-Hilaire. Darüber hinaus erschließen mehrere exo-Buslinien die Gemeinde.